# La Valla-en-Gier
 (février 2017).
Si vous disposez d'ouvrages ou d'articles de référence ou si vous connaissez des sites web de qualité traitant du thème abordé ici, merci de compléter l'article en donnant les références utiles à sa vérifiabilité et en les liant à la section « Notes et références ».
La Valla-en-Gier est une commune française située dans le département de la Loire en région Auvergne-Rhône-Alpes. Les habitants sont appelés Vallauds.

## Géographie
La Valla se situe au sud du département de la Loire, à 8 km de Saint-Chamond et 18 km de Saint-Étienne, et fait partie intégrante du parc naturel régional du Pilat. Trois sentiers en boucle au départ du village, permettent de découvrir une commune dont le tiers est recouvert par la forêt. Très vaste, elle comprend une cinquantaine de hameaux et s’étend en amont du barrage de Soulage (440 m) jusqu’au crêt de la Perdrix (1349 m).
La superficie de la commune est de 34,78 km2 ; son altitude varie de 440  à   1 388 mètres.
Le bourg, établi à flanc de montagne, domine trois barrages qui servent à l’alimentation en eau potable de la ville de Saint-Chamond, distante d’une dizaine de kilomètres. La commune est entaillée par deux vallées principales marquant profondément le relief. C’est dans ce paysage très accidenté que le Saut du Gier s’impose au visiteur : une cascade impressionnante accessible après une ascension à travers des chirats (éboulis de pierres très caractéristiques sur la commune).
Intercommunalité : Saint-Étienne Métropole depuis 2003.
|               | Saint-Chamond     |           |
| Saint-Étienne | La Valla-en-Gier  | Doizieux  |
| Tarentaise    | Le Bessat , Graix | Colombier |

### Climat
Pour des articles plus généraux, voir Climat d'Auvergne-Rhône-Alpes et Climat de la Loire.
En 2010, le climat de la commune est de type climat des marges montargnardes, selon une étude du Centre national de la recherche scientifique s'appuyant sur une série de données couvrant la période 1971-2000. En 2020, Météo-France publie une typologie des climats de la France métropolitaine dans laquelle la commune est exposée à un climat de montagne ou de marges de montagne et est dans la région climatique  Nord-est du Massif Central, caractérisée par une pluviométrie annuelle de 800 à 1 200 mm, bien répartie dans l’année. 
Pour la période 1971-2000, la température annuelle moyenne est de 9,5 °C, avec une amplitude thermique annuelle de 16,6 °C. Le cumul annuel moyen de précipitations est de 897 mm, avec 9,9 jours de précipitations en janvier et 6,7 jours en juillet. Pour la période 1991-2020, la température moyenne annuelle observée sur la station météorologique de Météo-France la plus proche, « Tarentaise », sur la commune de Tarentaise à 5 km à vol d'oiseau, est de 8,5 °C et le cumul annuel moyen de précipitations est de 1 128,3 mm,. Pour l'avenir, les paramètres climatiques de la commune estimés pour 2050 selon différents scénarios d'émission de gaz à effet de serre sont consultables sur un site dédié publié par Météo-France en novembre 2022.

## Urbanisme

### Typologie
Au 1er janvier 2024, La Valla-en-Gier est catégorisée commune rurale à habitat dispersé, selon la nouvelle grille communale de densité à sept niveaux définie par l'Insee en 2022.
Elle est située hors unité urbaine. Par ailleurs la commune fait partie de l'aire d'attraction de Saint-Étienne, dont elle est une commune de la couronne,. Cette aire, qui regroupe 105 communes, est catégorisée dans les aires de 200 000 à moins de 700 000 habitants,.

## Histoire
Avant la Révolution française, les habitations de La Valla-en-Gier était rattachées à la seigneurie du Thoil, aujourd'hui lieu-dit (en ruine) du Bessat.
Très ancienne (des travaux ont permis de retrouver les traces d’une église du XIe siècle), La Valla incluait jusqu’en 1831 la commune voisine du Bessat. En 1817, Marcellin Champagnat, nommé vicaire du village, y fonda la première communauté des frères maristes.
Au XIVe siècle, un italien dénommé Gayotti vient s’établir à Luzernod, au-dessus de la Valla-en-Gier. Il apporte avec lui le savoir-faire italien du travail de la soie, introduite en France depuis deux siècles déjà. Il construit alors le premier moulin « à dévider la soie » de la région. Il ira par la suite s’installer à Saint-Chamond, au confluent du Janon et du Gier. Avec lui se développe le moulinage.

## Politique et administration
| Période                                  | Période  | Identité            | Étiquette    | Qualité |
| ---------------------------------------- | -------- | ------------------- | ------------ | ------- |
| Les données manquantes sont à compléter. |          |                     |              |         |
| mars 2001                                | En cours | Jean-Claude Flachat | UDF puis UDI |         |

## Démographie
L'évolution du nombre d'habitants est connue à travers les recensements de la population effectués dans la commune depuis 1793. Pour les communes de moins de 10 000 habitants, une enquête de recensement portant sur toute la population est réalisée tous les cinq ans, les populations de référence des années intermédiaires étant quant à elles estimées par interpolation ou extrapolation. Pour la commune, le premier recensement exhaustif entrant dans le cadre du nouveau dispositif a été réalisé en 2008.

En 2022, la commune comptait 1 118 habitants, en évolution de +9,72 % par rapport à 2016 (Loire : +1,32 %, France hors Mayotte : +2,11 %).
| 1793  | 1800  | 1806  | 1821  | 1831  | 1836  | 1841  | 1846  | 1851  |
| ----- | ----- | ----- | ----- | ----- | ----- | ----- | ----- | ----- |
| 2 146 | 2 017 | 2 316 | 2 423 | 2 583 | 2 039 | 2 199 | 2 269 | 2 282 |

| 1856  | 1861  | 1866  | 1872  | 1876  | 1881  | 1886  | 1891  | 1896  |
| ----- | ----- | ----- | ----- | ----- | ----- | ----- | ----- | ----- |
| 2 126 | 2 147 | 2 128 | 2 012 | 2 012 | 1 953 | 1 997 | 1 883 | 1 903 |

| 1901  | 1906  | 1911  | 1921  | 1926  | 1931  | 1936  | 1946 | 1954  |
| ----- | ----- | ----- | ----- | ----- | ----- | ----- | ---- | ----- |
| 1 800 | 1 539 | 1 427 | 1 182 | 1 173 | 1 135 | 1 028 | 936  | 1 162 |

| 1962 | 1968 | 1975 | 1982 | 1990 | 1999 | 2006 | 2008 | 2013 |
| ---- | ---- | ---- | ---- | ---- | ---- | ---- | ---- | ---- |
| 745  | 677  | 581  | 660  | 745  | 741  | 880  | 912  | 990  |

| 2018  | 2022  | - | - | - | - | - | - | - |
| ----- | ----- | - | - | - | - | - | - | - |
| 1 065 | 1 118 | - | - | - | - | - | - | - |

## Lieux et monuments
- L'église Sainte-Agathe-et-Saint-Andéol, dont le chœur est orné depuis 1987 de plusieurs vitraux sortis de l'atelier du maître-verrier Paul Duckert, artiste formé à Taizé[21].
- Près de la mairie : le puits des Sœurs (un puits en pierre taillée classé monument historique).
- À l’écart du bourg : une curiosité offerte par les toits du hameau des Serchettes, dont les lignes de faîtages convergent toutes vers le même point.
- Le barrage de la Rive, aménagé sur les rivières « le Ban et le Jarez », construit en 1870.

## Personnalités liées à la commune
- Marcellin Champagnat (1789-1840), fondateur des frères maristes, nommé vicaire à La Valla en 1816.
- Étienne Bedoin (1790-1864), curé de La Valla et fondateur en 1849 des Petites Sœurs de la Sainte-Enfance[22].
- François Rivat (1808-1881) 1er supérieur général des frères maristes reconnu vénérable par l'Église catholique, né à La Valla.